# Eletti alla Camera dei deputati nelle elezioni politiche italiane del 2006
Questo elenco riporta i nomi dei deputati della XV legislatura della Repubblica Italiana dopo le elezioni politiche del 2006, suddivisi per circoscrizione.
| Circoscrizione                          | Lista                                             | Eletto                            | Note                                                                                      |
| --------------------------------------- | ------------------------------------------------- | --------------------------------- | ----------------------------------------------------------------------------------------- |
| I - Piemonte 1                          | L'Ulivo                                           | Piero Fassino                     |                                                                                           |
| I - Piemonte 1                          | L'Ulivo                                           | Silvio Sircana                    |                                                                                           |
| I - Piemonte 1                          | L'Ulivo                                           | Pietro Marcenaro                  |                                                                                           |
| I - Piemonte 1                          | L'Ulivo                                           | Mauro Maria Marino                |                                                                                           |
| I - Piemonte 1                          | L'Ulivo                                           | Mimmo Lucà                        |                                                                                           |
| I - Piemonte 1                          | L'Ulivo                                           | Giorgio Merlo                     |                                                                                           |
| I - Piemonte 1                          | L'Ulivo                                           | Titti Di Salvo                    |                                                                                           |
| I - Piemonte 1                          | L'Ulivo                                           | Mauro Chianale                    |                                                                                           |
| I - Piemonte 1                          | L'Ulivo                                           | Marco Calgaro                     | In sostituzione di Rosy Bindi che ha optato per altra circoscrizione                      |
| I - Piemonte 1                          | Forza Italia                                      | Guido Crosetto                    |                                                                                           |
| I - Piemonte 1                          | Forza Italia                                      | Margherita Boniver                |                                                                                           |
| I - Piemonte 1                          | Forza Italia                                      | Benedetto Della Vedova            |                                                                                           |
| I - Piemonte 1                          | Forza Italia                                      | Osvaldo Napoli                    | In sostituzione di Silvio Berlusconi che ha optato per altra circoscrizione               |
| I - Piemonte 1                          | Forza Italia                                      | Roberto Rosso                     | In sostituzione di Giulio Tremonti che ha optato per altra circoscrizione                 |
| I - Piemonte 1                          | Alleanza Nazionale                                | Maria Grazia Siliquini            |                                                                                           |
| I - Piemonte 1                          | Alleanza Nazionale                                | Roberto Salerno                   |                                                                                           |
| I - Piemonte 1                          | Alleanza Nazionale                                | Maurizio Leo                      | In sostituzione di Gianfranco Fini che ha optato per altra circoscrizione                 |
| I - Piemonte 1                          | Unione dei Democratici Cristiani e di Centro      | Michele Vietti                    | In sostituzione di Pier Ferdinando Casini che ha optato per altra circoscrizione          |
| I - Piemonte 1                          | Partito della Rifondazione Comunista              | Fausto Bertinotti                 |                                                                                           |
| I - Piemonte 1                          | Partito della Rifondazione Comunista              | Marilde Provera                   |                                                                                           |
| I - Piemonte 1                          | Lega Nord - Movimento per l'Autonomia             | Stefano Allasia                   | In sostituzione di Umberto Bossi che ha optato per la carica di parlamentare europeo      |
| I - Piemonte 1                          | Rosa nel Pugno                                    | Enrico Buemi                      | In sostituzione di Enrico Boselli che ha optato per altra circoscrizione                  |
| I - Piemonte 1                          | Partito dei Comunisti Italiani                    | Katia Bellillo                    | In sostituzione di Oliviero Diliberto che ha optato per altra circoscrizione              |
| I - Piemonte 1                          | Federazione dei Verdi                             | Giuseppe Trepiccione              | In sostituzione di Alfonso Pecoraro Scanio che ha optato per altra circoscrizione         |
| II - Piemonte 2                         | L'Ulivo                                           | Cesare Damiano                    |                                                                                           |
| II - Piemonte 2                         | L'Ulivo                                           | Mario Lovelli                     |                                                                                           |
| II - Piemonte 2                         | L'Ulivo                                           | Maria Leddi Maiola                |                                                                                           |
| II - Piemonte 2                         | L'Ulivo                                           | Elisabetta Rampi                  |                                                                                           |
| II - Piemonte 2                         | L'Ulivo                                           | Massimo Fiorio                    |                                                                                           |
| II - Piemonte 2                         | L'Ulivo                                           | Mario Barbi                       | In sostituzione di Romano Prodi che ha optato per altra circoscrizione                    |
| II - Piemonte 2                         | L'Ulivo                                           | Giuseppe Giulietti                | In sostituzione di Paolo Gentiloni che ha optato per altra circoscrizione                 |
| II - Piemonte 2                         | Forza Italia                                      | Maria Teresa Armosino             |                                                                                           |
| II - Piemonte 2                         | Forza Italia                                      | Enrico Costa                      |                                                                                           |
| II - Piemonte 2                         | Forza Italia                                      | Franco Stradella                  | In sostituzione di Silvio Berlusconi che ha optato per altra circoscrizione               |
| II - Piemonte 2                         | Forza Italia                                      | Valter Zanetta                    | In sostituzione di Giulio Tremonti che ha optato per altra circoscrizione                 |
| II - Piemonte 2                         | Forza Italia                                      | Daniele Galli                     | In sostituzione di Guido Crosetto che ha optato per altra circoscrizione                  |
| II - Piemonte 2                         | Alleanza Nazionale                                | Marco Zacchera                    |                                                                                           |
| II - Piemonte 2                         | Alleanza Nazionale                                | Gianni Mancuso                    | In sostituzione di Gianfranco Fini che ha optato per altra circoscrizione                 |
| II - Piemonte 2                         | Unione dei Democratici Cristiani e di Centro      | Teresio Delfino                   | In sostituzione di Pier Ferdinando Casini che ha optato per altra circoscrizione          |
| II - Piemonte 2                         | Partito della Rifondazione Comunista              | Anna Maria Cardano                | In sostituzione di Paolo Ferrero dimessosi il 6 giugno 2006                               |
| II - Piemonte 2                         | Lega Nord - Movimento per l'Autonomia             | Roberto Cota                      |                                                                                           |
| II - Piemonte 2                         | Lega Nord - Movimento per l'Autonomia             | Enrico Montani                    | In sostituzione di Umberto Bossi che ha optato per la carica di parlamentare europeo      |
| II - Piemonte 2                         | Rosa nel Pugno                                    | Bruno Mellano                     | In sostituzione di Marco Cappato che ha optato per la carica di parlamentare europeo      |
| II - Piemonte 2                         | Partito dei Comunisti Italiani                    | Silvio Crapolicchio               | In sostituzione di Oliviero Diliberto che ha optato per altra circoscrizione              |
| II - Piemonte 2                         | Italia dei Valori                                 | Egidio Pedrini                    | In sostituzione di Leoluca Orlando che ha optato per altra circoscrizione                 |
| II - Piemonte 2                         | Democrazia Cristiana per le Autonomie - Nuovo PSI | Mauro Del Bue                     |                                                                                           |
| III - Lombardia 1                       | L'Ulivo                                           | Enrico Letta                      |                                                                                           |
| III - Lombardia 1                       | L'Ulivo                                           | Ricardo Franco Levi               |                                                                                           |
| III - Lombardia 1                       | L'Ulivo                                           | Barbara Pollastrini               |                                                                                           |
| III - Lombardia 1                       | L'Ulivo                                           | Vincenzo Visco                    |                                                                                           |
| III - Lombardia 1                       | L'Ulivo                                           | Franco Monaco                     |                                                                                           |
| III - Lombardia 1                       | L'Ulivo                                           | Marco Fumagalli                   |                                                                                           |
| III - Lombardia 1                       | L'Ulivo                                           | Erminio Angelo Quartiani          |                                                                                           |
| III - Lombardia 1                       | L'Ulivo                                           | Enrico Farinone                   |                                                                                           |
| III - Lombardia 1                       | L'Ulivo                                           | Franco Grillini                   |                                                                                           |
| III - Lombardia 1                       | L'Ulivo                                           | Pierluigi Mantini                 |                                                                                           |
| III - Lombardia 1                       | L'Ulivo                                           | Emilia De Biasi                   |                                                                                           |
| III - Lombardia 1                       | L'Ulivo                                           | Emanuele Fiano                    |                                                                                           |
| III - Lombardia 1                       | L'Ulivo                                           | Roberto Zaccaria                  | In sostituzione di Romano Prodi che ha optato per altra circoscrizione                    |
| III - Lombardia 1                       | L'Ulivo                                           | Lino Duilio                       | In sostituzione di Piero Fassino che ha optato per altra circoscrizione                   |
| III - Lombardia 1                       | Forza Italia                                      | Stefania Craxi                    |                                                                                           |
| III - Lombardia 1                       | Forza Italia                                      | Mario Valducci                    |                                                                                           |
| III - Lombardia 1                       | Forza Italia                                      | Paolo Romani                      |                                                                                           |
| III - Lombardia 1                       | Forza Italia                                      | Maurizio Lupi                     |                                                                                           |
| III - Lombardia 1                       | Forza Italia                                      | Francesco Colucci                 |                                                                                           |
| III - Lombardia 1                       | Forza Italia                                      | Luigi Casero                      |                                                                                           |
| III - Lombardia 1                       | Forza Italia                                      | Valentina Aprea                   | In sostituzione di Silvio Berlusconi che ha optato per altra circoscrizione               |
| III - Lombardia 1                       | Forza Italia                                      | Gaetano Pecorella                 | In sostituzione di Giulio Tremonti che ha optato per altra circoscrizione                 |
| III - Lombardia 1                       | Forza Italia                                      | Mariella Bocciardo                | In sostituzione di Sandro Bondi che ha optato per altra circoscrizione                    |
| III - Lombardia 1                       | Forza Italia                                      | Dario Rivolta                     | In sostituzione di Fabrizio Cicchitto che ha optato per altra circoscrizione              |
| III - Lombardia 1                       | Alleanza Nazionale                                | Andrea Ronchi                     |                                                                                           |
| III - Lombardia 1                       | Alleanza Nazionale                                | Paola Frassinetti                 | In sostituzione di Gianfranco Fini che ha optato per altra circoscrizione                 |
| III - Lombardia 1                       | Alleanza Nazionale                                | Riccardo De Corato                | In sostituzione di Ignazio La Russa che ha optato per altra circoscrizione                |
| III - Lombardia 1                       | Alleanza Nazionale                                | Pierfrancesco Emilio Romano Gamba | In sostituzione di Pietro Armani che ha optato per altra circoscrizione                   |
| III - Lombardia 1                       | Unione dei Democratici Cristiani e di Centro      | Pier Ferdinando Casini            |                                                                                           |
| III - Lombardia 1                       | Unione dei Democratici Cristiani e di Centro      | Bruno Tabacci                     | In sostituzione di Luisa Capitanio Santolini che ha optato per altra circoscrizione       |
| III - Lombardia 1                       | Partito della Rifondazione Comunista              | Graziella Mascia                  |                                                                                           |
| III - Lombardia 1                       | Partito della Rifondazione Comunista              | Augusto Rocchi                    |                                                                                           |
| III - Lombardia 1                       | Partito della Rifondazione Comunista              | Daniele Farina                    | In sostituzione di Fausto Bertinotti che ha optato per altra circoscrizione               |
| III - Lombardia 1                       | Lega Nord - Movimento per l'Autonomia             | Giancarlo Giorgetti               |                                                                                           |
| III - Lombardia 1                       | Lega Nord - Movimento per l'Autonomia             | Paolo Grimoldi                    |                                                                                           |
| III - Lombardia 1                       | Lega Nord - Movimento per l'Autonomia             | Massimo Garavaglia                | In sostituzione di Umberto Bossi che ha optato per la carica di parlamentare europeo      |
| III - Lombardia 1                       | Rosa nel Pugno                                    | Maurizio Turco                    | In sostituzione di Enrico Boselli che ha optato per altra circoscrizione                  |
| III - Lombardia 1                       | Partito dei Comunisti Italiani                    | Cosimo Giuseppe Sgobio            | In sostituzione di Oliviero Diliberto che ha optato per altra circoscrizione              |
| III - Lombardia 1                       | Italia dei Valori                                 | Stefano Pedica                    | In sostituzione di Giorgio Calò dimessosi il 6 giugno 2006                                |
| III - Lombardia 1                       | Federazione dei Verdi                             | Roberto Poletti                   | In sostituzione di Carlo Monguzzi dimessosi il 6 giugno 2006                              |
| IV - Lombardia 2                        | L'Ulivo                                           | Linda Lanzillotta                 |                                                                                           |
| IV - Lombardia 2                        | L'Ulivo                                           | Francesco Tolotti                 |                                                                                           |
| IV - Lombardia 2                        | L'Ulivo                                           | Gloria Buffo                      |                                                                                           |
| IV - Lombardia 2                        | L'Ulivo                                           | Emilio Del Bono                   |                                                                                           |
| IV - Lombardia 2                        | L'Ulivo                                           | Pierangelo Ferrari                |                                                                                           |
| IV - Lombardia 2                        | L'Ulivo                                           | Antonio Misiani                   |                                                                                           |
| IV - Lombardia 2                        | L'Ulivo                                           | Antonio Rusconi                   |                                                                                           |
| IV - Lombardia 2                        | L'Ulivo                                           | Mauro Fabris                      |                                                                                           |
| IV - Lombardia 2                        | L'Ulivo                                           | Daniele Marantelli                |                                                                                           |
| IV - Lombardia 2                        | L'Ulivo                                           | Giovanni Sanga                    |                                                                                           |
| IV - Lombardia 2                        | L'Ulivo                                           | Rosalba Benzoni                   |                                                                                           |
| IV - Lombardia 2                        | L'Ulivo                                           | Luciano Pettinari                 | In sostituzione di Dario Franceschini che ha optato per altra circoscrizione              |
| IV - Lombardia 2                        | L'Ulivo                                           | Lucia Codurelli                   | In sostituzione di Maurizio Migliavacca che ha optato per altra circoscrizione            |
| IV - Lombardia 2                        | Forza Italia                                      | Maria Stella Gelmini              |                                                                                           |
| IV - Lombardia 2                        | Forza Italia                                      | Antonio Palmieri                  |                                                                                           |
| IV - Lombardia 2                        | Forza Italia                                      | Gregorio Fontana                  |                                                                                           |
| IV - Lombardia 2                        | Forza Italia                                      | Giampiero Catone                  |                                                                                           |
| IV - Lombardia 2                        | Forza Italia                                      | Giorgio Jannone                   |                                                                                           |
| IV - Lombardia 2                        | Forza Italia                                      | Laura Ravetto                     |                                                                                           |
| IV - Lombardia 2                        | Forza Italia                                      | Giuseppe Romele                   |                                                                                           |
| IV - Lombardia 2                        | Forza Italia                                      | Adriano Paroli                    |                                                                                           |
| IV - Lombardia 2                        | Forza Italia                                      | Massimo Berruti                   |                                                                                           |
| IV - Lombardia 2                        | Forza Italia                                      | Paolo Uggè                        | In sostituzione di Silvio Berlusconi che ha optato per altra circoscrizione               |
| IV - Lombardia 2                        | Forza Italia                                      | Piero Testoni                     | In sostituzione di Giulio Tremonti che ha optato per altra circoscrizione                 |
| IV - Lombardia 2                        | Alleanza Nazionale                                | Mirko Tremaglia                   |                                                                                           |
| IV - Lombardia 2                        | Alleanza Nazionale                                | Stefano Saglia                    |                                                                                           |
| IV - Lombardia 2                        | Alleanza Nazionale                                | Marco Airaghi                     | In sostituzione di Gianfranco Fini che ha optato per altra circoscrizione                 |
| IV - Lombardia 2                        | Alleanza Nazionale                                | Pietro Armani                     | In sostituzione di Maria Ida Germontani che ha optato per altra circoscrizione            |
| IV - Lombardia 2                        | Unione dei Democratici Cristiani e di Centro      | Lorenzo Cesa                      |                                                                                           |
| IV - Lombardia 2                        | Unione dei Democratici Cristiani e di Centro      | Luca Volontè                      |                                                                                           |
| IV - Lombardia 2                        | Unione dei Democratici Cristiani e di Centro      | Riccardo Conti                    | In sostituzione di Pier Ferdinando Casini che ha optato per altra circoscrizione          |
| IV - Lombardia 2                        | Partito della Rifondazione Comunista              | Maurizio Zipponi                  | In sostituzione di Fausto Bertinotti che ha optato per altra circoscrizione               |
| IV - Lombardia 2                        | Partito della Rifondazione Comunista              | Ezio Locatelli                    | In sostituzione di Alfonso Gianni dimessosi il 6 giugno 2006                              |
| IV - Lombardia 2                        | Lega Nord - Movimento per l'Autonomia             | Roberto Maroni                    |                                                                                           |
| IV - Lombardia 2                        | Lega Nord - Movimento per l'Autonomia             | Carolina Lussana                  |                                                                                           |
| IV - Lombardia 2                        | Lega Nord - Movimento per l'Autonomia             | Davide Caparini                   |                                                                                           |
| IV - Lombardia 2                        | Lega Nord - Movimento per l'Autonomia             | Giacomo Stucchi                   |                                                                                           |
| IV - Lombardia 2                        | Lega Nord - Movimento per l'Autonomia             | Matteo Brigandì                   |                                                                                           |
| IV - Lombardia 2                        | Lega Nord - Movimento per l'Autonomia             | Lorenzo Bodega                    | In sostituzione di Umberto Bossi che ha optato per la carica di parlamentare europeo      |
| IV - Lombardia 2                        | Rosa nel Pugno                                    | Salvatore Buglio                  | In sostituzione di Enrico Boselli che ha optato per altra circoscrizione                  |
| IV - Lombardia 2                        | Partito dei Comunisti Italiani                    | Gianni Pagliarini                 | In sostituzione di Oliviero Diliberto che ha optato per altra circoscrizione              |
| IV - Lombardia 2                        | Italia dei Valori                                 | Luciano D'Ulizia                  | In sostituzione di Antonio Di Pietro che ha optato per altra circoscrizione               |
| IV - Lombardia 2                        | Federazione dei Verdi                             | Camillo Piazza                    | In sostituzione di Alfonso Pecoraro Scanio che ha optato per altra circoscrizione         |
| V - Lombardia 3                         | L'Ulivo                                           | Francesco Saverio Garofani        |                                                                                           |
| V - Lombardia 3                         | L'Ulivo                                           | Angelo Zucchi                     |                                                                                           |
| V - Lombardia 3                         | L'Ulivo                                           | Gianfranco Burchiellaro           |                                                                                           |
| V - Lombardia 3                         | L'Ulivo                                           | Ruggero Ruggeri                   |                                                                                           |
| V - Lombardia 3                         | L'Ulivo                                           | Cinzia Fontana                    |                                                                                           |
| V - Lombardia 3                         | L'Ulivo                                           | Sandra Cioffi                     | In sostituzione di Barbara Pollastrini che ha optato per altra circoscrizione             |
| V - Lombardia 3                         | Forza Italia                                      | Maurizio Bernardo                 |                                                                                           |
| V - Lombardia 3                         | Forza Italia                                      | Chiara Moroni                     | In sostituzione di Silvio Berlusconi che ha optato per altra circoscrizione               |
| V - Lombardia 3                         | Forza Italia                                      | Antonio Verro                     | In sostituzione di Giulio Tremonti che ha optato per altra circoscrizione                 |
| V - Lombardia 3                         | Alleanza Nazionale                                | Daniela Santanchè                 | In sostituzione di Gianfranco Fini che ha optato per altra circoscrizione                 |
| V - Lombardia 3                         | Unione dei Democratici Cristiani e di Centro      | Pietro Marcazzan                  | In sostituzione di Pier Ferdinando Casini che ha optato per altra circoscrizione          |
| V - Lombardia 3                         | Partito della Rifondazione Comunista              | Alberto Burgio                    | In sostituzione di Fausto Bertinotti che ha optato per altra circoscrizione               |
| V - Lombardia 3                         | Lega Nord - Movimento per l'Autonomia             | Andrea Gibelli                    |                                                                                           |
| V - Lombardia 3                         | Lega Nord - Movimento per l'Autonomia             | Giovanni Fava                     | In sostituzione di Umberto Bossi che ha optato per la carica di parlamentare europeo      |
| V - Lombardia 3                         | Popolari UDEUR                                    | Francesco Adenti                  |                                                                                           |
| VI - Trentino-Alto Adige                | L'Ulivo                                           | Gianclaudio Bressa                |                                                                                           |
| VI - Trentino-Alto Adige                | L'Ulivo                                           | Laura Froner                      |                                                                                           |
| VI - Trentino-Alto Adige                | L'Ulivo                                           | Mauro Betta                       | In sostituzione di Maria Letizia De Torre dimessasi il 6 giugno 2006                      |
| VI - Trentino-Alto Adige                | Forza Italia                                      | Michaela Biancofiore              | In sostituzione di Silvio Berlusconi che ha optato per altra circoscrizione               |
| VI - Trentino-Alto Adige                | Alleanza Nazionale                                | Giorgio Holzmann                  | In sostituzione di Gianfranco Fini che ha optato per altra circoscrizione                 |
| VI - Trentino-Alto Adige                | Lega Nord - Movimento per l'Autonomia             | Maurizio Fugatti                  |                                                                                           |
| VI - Trentino-Alto Adige                | Federazione dei Verdi                             | Marco Boato                       |                                                                                           |
| VI - Trentino-Alto Adige                | Südtiroler Volkspartei                            | Siegfried Brugger                 |                                                                                           |
| VI - Trentino-Alto Adige                | Südtiroler Volkspartei                            | Karl Zeller                       |                                                                                           |
| VI - Trentino-Alto Adige                | Südtiroler Volkspartei                            | Hans Widmann                      |                                                                                           |
| VI - Trentino-Alto Adige                | Südtiroler Volkspartei                            | Giacomo Bezzi                     |                                                                                           |
| VII - Veneto 1                          | L'Ulivo                                           | Laura Fincato                     |                                                                                           |
| VII - Veneto 1                          | L'Ulivo                                           | Alessandro Naccarato              |                                                                                           |
| VII - Veneto 1                          | L'Ulivo                                           | Gabriele Frigato                  |                                                                                           |
| VII - Veneto 1                          | L'Ulivo                                           | Osvalda Trupia                    |                                                                                           |
| VII - Veneto 1                          | L'Ulivo                                           | Andrea Colasio                    |                                                                                           |
| VII - Veneto 1                          | L'Ulivo                                           | Giampaolo Fogliardi               |                                                                                           |
| VII - Veneto 1                          | L'Ulivo                                           | Federico Testa                    | In sostituzione di Romano Prodi che ha optato per altra circoscrizione                    |
| VII - Veneto 1                          | L'Ulivo                                           | Fabio Baratella                   | In sostituzione di Francesco Rutelli che ha optato per altra circoscrizione               |
| VII - Veneto 1                          | L'Ulivo                                           | Sandro Gozi                       | In sostituzione di Cesare De Piccoli che ha optato per altra circoscrizione               |
| VII - Veneto 1                          | Forza Italia                                      | Aldo Brancher                     |                                                                                           |
| VII - Veneto 1                          | Forza Italia                                      | Francesco De Luca                 |                                                                                           |
| VII - Veneto 1                          | Forza Italia                                      | Pieralfonso Fratta Pasini         |                                                                                           |
| VII - Veneto 1                          | Forza Italia                                      | Marino Zorzato                    |                                                                                           |
| VII - Veneto 1                          | Forza Italia                                      | Lorena Milanato                   |                                                                                           |
| VII - Veneto 1                          | Forza Italia                                      | Giuseppe Fini                     | In sostituzione di Silvio Berlusconi che ha optato per altra circoscrizione               |
| VII - Veneto 1                          | Forza Italia                                      | Giustina Mistrello Destro         | In sostituzione di Giulio Tremonti che ha optato per altra circoscrizione                 |
| VII - Veneto 1                          | Alleanza Nazionale                                | Giorgio Conte                     | In sostituzione di Gianfranco Fini che ha optato per altra circoscrizione                 |
| VII - Veneto 1                          | Alleanza Nazionale                                | Filippo Ascierto                  | In sostituzione di Adolfo Urso che ha optato per altra circoscrizione                     |
| VII - Veneto 1                          | Alleanza Nazionale                                | Luca Bellotti                     | In sostituzione di Elena Donazzan dimessasi il 28 aprile 2006                             |
| VII - Veneto 1                          | Unione dei Democratici Cristiani e di Centro      | Luigi D'Agrò                      | In sostituzione di Pier Ferdinando Casini che ha optato per altra circoscrizione          |
| VII - Veneto 1                          | Unione dei Democratici Cristiani e di Centro      | Ettore Peretti                    | In sostituzione di Lorenzo Cesa che ha optato per altra circoscrizione                    |
| VII - Veneto 1                          | Unione dei Democratici Cristiani e di Centro      | Leonardo Martinello               | In sostituzione di Luisa Capitanio Santolini che ha optato per altra circoscrizione       |
| VII - Veneto 1                          | Partito della Rifondazione Comunista              | Gino Sperandio                    | In sostituzione di Patrizia Sentinelli dimessasi il 6 giugno 2006                         |
| VII - Veneto 1                          | Lega Nord - Movimento per l'Autonomia             | Federico Bricolo                  |                                                                                           |
| VII - Veneto 1                          | Lega Nord - Movimento per l'Autonomia             | Paola Goisis                      |                                                                                           |
| VII - Veneto 1                          | Lega Nord - Movimento per l'Autonomia             | Alberto Filippi                   | In sostituzione di Umberto Bossi che ha optato per la carica di parlamentare europeo      |
| VII - Veneto 1                          | Rosa nel Pugno                                    | Giovanni Crema                    | In sostituzione di Enrico Boselli che ha optato per la carica di parlamentare europeo     |
| VII - Veneto 1                          | Italia dei Valori                                 | Antonio Borghesi                  | In sostituzione di Antonio Di Pietro che ha optato per altra circoscrizione               |
| VII - Veneto 1                          | Federazione dei Verdi                             | Luana Zanella                     | In sostituzione di Gianfranco Bettin dimessosi il 28 aprile 2006                          |
| VIII - Veneto 2                         | L'Ulivo                                           | Maurizio Fistarol                 |                                                                                           |
| VIII - Veneto 2                         | L'Ulivo                                           | Andrea Martella                   |                                                                                           |
| VIII - Veneto 2                         | L'Ulivo                                           | Silvana Mura                      |                                                                                           |
| VIII - Veneto 2                         | L'Ulivo                                           | Antonio Satta                     |                                                                                           |
| VIII - Veneto 2                         | L'Ulivo                                           | Franca Bimbi                      |                                                                                           |
| VIII - Veneto 2                         | L'Ulivo                                           | Cesare De Piccoli                 | In sostituzione di Romano Prodi che ha optato per altra circoscrizione                    |
| VIII - Veneto 2                         | L'Ulivo                                           | Rodolfo Giuliano Viola            | In sostituzione di Pier Luigi Bersani che ha optato per altra circoscrizione              |
| VIII - Veneto 2                         | Forza Italia                                      | Ferdinando Adornato               |                                                                                           |
| VIII - Veneto 2                         | Forza Italia                                      | Elisabetta Gardini                |                                                                                           |
| VIII - Veneto 2                         | Forza Italia                                      | Valentino Valentini               |                                                                                           |
| VIII - Veneto 2                         | Forza Italia                                      | Maurizio Paniz                    | In sostituzione di Silvio Berlusconi che ha optato per altra circoscrizione               |
| VIII - Veneto 2                         | Forza Italia                                      | Cesare Campa                      | In sostituzione di Giulio Tremonti che ha optato per altra circoscrizione                 |
| VIII - Veneto 2                         | Alleanza Nazionale                                | Adolfo Urso                       |                                                                                           |
| VIII - Veneto 2                         | Alleanza Nazionale                                | Alberto Giorgetti                 | In sostituzione di Gianfranco Fini che ha optato per altra circoscrizione                 |
| VIII - Veneto 2                         | Unione dei Democratici Cristiani e di Centro      | Carlo Giovanardi                  | In sostituzione di Pier Ferdinando Casini che ha optato per altra circoscrizione          |
| VIII - Veneto 2                         | Partito della Rifondazione Comunista              | Paolo Cacciari                    | In sostituzione di Fausto Bertinotti che ha optato per altra circoscrizione               |
| VIII - Veneto 2                         | Lega Nord - Movimento per l'Autonomia             | Gianpaolo Dozzo                   |                                                                                           |
| VIII - Veneto 2                         | Lega Nord - Movimento per l'Autonomia             | Guido Dussin                      | In sostituzione di Umberto Bossi che ha optato per la carica di parlamentare europeo      |
| VIII - Veneto 2                         | Rosa nel Pugno                                    | Emma Bonino                       | In sostituzione di Enrico Boselli che ha optato per altra circoscrizione                  |
| VIII - Veneto 2                         | Italia dei Valori                                 | Antonio Di Pietro                 | In sostituzione di Leoluca Orlando che ha optato per altra circoscrizione                 |
| IX - Friuli-Venezia Giulia              | L'Ulivo                                           | Flavio Pertoldi                   |                                                                                           |
| IX - Friuli-Venezia Giulia              | L'Ulivo                                           | Alessandro Maran                  |                                                                                           |
| IX - Friuli-Venezia Giulia              | L'Ulivo                                           | Ivano Strizzolo                   | In sostituzione di Rosy Bindi che ha optato per altra circoscrizione                      |
| IX - Friuli-Venezia Giulia              | L'Ulivo                                           | Gianni Cuperlo                    | In sostituzione di Miloš Budin dimessosi il 6 giugno 2006                                 |
| IX - Friuli-Venezia Giulia              | Forza Italia                                      | Manuela Di Centa                  |                                                                                           |
| IX - Friuli-Venezia Giulia              | Forza Italia                                      | Renzo Tondo                       |                                                                                           |
| IX - Friuli-Venezia Giulia              | Forza Italia                                      | Vanni Lenna                       | In sostituzione di Silvio Berlusconi che ha optato per altra circoscrizione               |
| IX - Friuli-Venezia Giulia              | Alleanza Nazionale                                | Roberto Menia                     |                                                                                           |
| IX - Friuli-Venezia Giulia              | Alleanza Nazionale                                | Manlio Contento                   | In sostituzione di Gianfranco Fini che ha optato per altra circoscrizione                 |
| IX - Friuli-Venezia Giulia              | Unione dei Democratici Cristiani e di Centro      | Angelo Compagnon                  | In sostituzione di Pier Ferdinando Casini che ha optato per altra circoscrizione          |
| IX - Friuli-Venezia Giulia              | Partito della Rifondazione Comunista              | Sabina Siniscalchi                | In sostituzione di Fausto Bertinotti che ha optato per altra circoscrizione               |
| IX - Friuli-Venezia Giulia              | Lega Nord - Movimento per l'Autonomia             | Marco Pottino                     | In sostituzione di Umberto Bossi che ha optato per la carica di parlamentare europeo      |
| IX - Friuli-Venezia Giulia              | Federazione dei Verdi                             | Grazia Francescato                | In sostituzione di Alfonso Pecoraro Scanio che ha optato per altra circoscrizione         |
| X - Liguria                             | L'Ulivo                                           | Fabio Mussi                       |                                                                                           |
| X - Liguria                             | L'Ulivo                                           | Roberta Pinotti                   |                                                                                           |
| X - Liguria                             | L'Ulivo                                           | Italo Tanoni                      |                                                                                           |
| X - Liguria                             | L'Ulivo                                           | Andrea Orlando                    |                                                                                           |
| X - Liguria                             | L'Ulivo                                           | Massimo Zunino                    |                                                                                           |
| X - Liguria                             | L'Ulivo                                           | Romolo Benvenuto                  |                                                                                           |
| X - Liguria                             | L'Ulivo                                           | Aleandro Longhi                   | In sostituzione di Ermete Realacci che ha optato per altra circoscrizione                 |
| X - Liguria                             | Forza Italia                                      | Claudio Scajola                   |                                                                                           |
| X - Liguria                             | Forza Italia                                      | Enrico Nan                        |                                                                                           |
| X - Liguria                             | Forza Italia                                      | Gabriele Boscetto                 |                                                                                           |
| X - Liguria                             | Forza Italia                                      | Gabriella Mondello                | In sostituzione di Silvio Berlusconi che ha optato per altra circoscrizione               |
| X - Liguria                             | Alleanza Nazionale                                | Ignazio La Russa                  |                                                                                           |
| X - Liguria                             | Alleanza Nazionale                                | Eugenio Minasso                   | In sostituzione di Gianfranco Fini che ha optato per altra circoscrizione                 |
| X - Liguria                             | Unione dei Democratici Cristiani e di Centro      | Vittorio Adolfo                   | In sostituzione di Pier Ferdinando Casini che ha optato per altra circoscrizione          |
| X - Liguria                             | Partito della Rifondazione Comunista              | Ramon Mantovani                   |                                                                                           |
| X - Liguria                             | Partito della Rifondazione Comunista              | Sergio Olivieri                   | In sostituzione di Fausto Bertinotti che ha optato per altra circoscrizione               |
| X - Liguria                             | Partito dei Comunisti Italiani                    | Iacopo Venier                     | In sostituzione di Oliviero Diliberto che ha optato per altra circoscrizione              |
| XI - Emilia-Romagna                     | L'Ulivo                                           | Romano Prodi                      |                                                                                           |
| XI - Emilia-Romagna                     | L'Ulivo                                           | Pier Luigi Bersani                |                                                                                           |
| XI - Emilia-Romagna                     | L'Ulivo                                           | Pierluigi Castagnetti             |                                                                                           |
| XI - Emilia-Romagna                     | L'Ulivo                                           | Maurizio Migliavacca              |                                                                                           |
| XI - Emilia-Romagna                     | L'Ulivo                                           | Dario Franceschini                |                                                                                           |
| XI - Emilia-Romagna                     | L'Ulivo                                           | Katia Zanotti                     |                                                                                           |
| XI - Emilia-Romagna                     | L'Ulivo                                           | Ivano Miglioli                    |                                                                                           |
| XI - Emilia-Romagna                     | L'Ulivo                                           | Donata Lenzi                      |                                                                                           |
| XI - Emilia-Romagna                     | L'Ulivo                                           | Maino Marchi                      |                                                                                           |
| XI - Emilia-Romagna                     | L'Ulivo                                           | Antonio La Forgia                 |                                                                                           |
| XI - Emilia-Romagna                     | L'Ulivo                                           | Gabriele Albonetti                |                                                                                           |
| XI - Emilia-Romagna                     | L'Ulivo                                           | Raffaello De Brasi                |                                                                                           |
| XI - Emilia-Romagna                     | L'Ulivo                                           | Giuliano Pedulli                  |                                                                                           |
| XI - Emilia-Romagna                     | L'Ulivo                                           | Sergio Gentili                    |                                                                                           |
| XI - Emilia-Romagna                     | L'Ulivo                                           | Rosella Ottone                    |                                                                                           |
| XI - Emilia-Romagna                     | L'Ulivo                                           | Carmen Motta                      |                                                                                           |
| XI - Emilia-Romagna                     | L'Ulivo                                           | Andrea Papini                     |                                                                                           |
| XI - Emilia-Romagna                     | L'Ulivo                                           | Manuela Ghizzoni                  |                                                                                           |
| XI - Emilia-Romagna                     | L'Ulivo                                           | Giuseppe Chicchi                  |                                                                                           |
| XI - Emilia-Romagna                     | L'Ulivo                                           | Sandro Brandolini                 |                                                                                           |
| XI - Emilia-Romagna                     | L'Ulivo                                           | Ermanno Vichi                     |                                                                                           |
| XI - Emilia-Romagna                     | Forza Italia                                      | Isabella Bertolini                |                                                                                           |
| XI - Emilia-Romagna                     | Forza Italia                                      | Francesco Nucara                  |                                                                                           |
| XI - Emilia-Romagna                     | Forza Italia                                      | Jole Santelli                     |                                                                                           |
| XI - Emilia-Romagna                     | Forza Italia                                      | Fabio Garagnani                   |                                                                                           |
| XI - Emilia-Romagna                     | Forza Italia                                      | Giorgio Lainati                   |                                                                                           |
| XI - Emilia-Romagna                     | Forza Italia                                      | Sergio Pizzolante                 | In sostituzione di Silvio Berlusconi che ha optato per altra circoscrizione               |
| XI - Emilia-Romagna                     | Forza Italia                                      | Patrizia Paoletti Tangheroni      | In sostituzione di Giulio Tremonti che ha optato per altra circoscrizione                 |
| XI - Emilia-Romagna                     | Alleanza Nazionale                                | Gianfranco Fini                   |                                                                                           |
| XI - Emilia-Romagna                     | Alleanza Nazionale                                | Enzo Raisi                        |                                                                                           |
| XI - Emilia-Romagna                     | Alleanza Nazionale                                | Tommaso Foti                      |                                                                                           |
| XI - Emilia-Romagna                     | Alleanza Nazionale                                | Maria Ida Germontani              |                                                                                           |
| XI - Emilia-Romagna                     | Unione dei Democratici Cristiani e di Centro      | Gian Luca Galletti                | In sostituzione di Pier Ferdinando Casini che ha optato per altra circoscrizione          |
| XI - Emilia-Romagna                     | Unione dei Democratici Cristiani e di Centro      | Emerenzio Barbieri                | In sostituzione di Carlo Giovanardi che ha optato per altra circoscrizione                |
| XI - Emilia-Romagna                     | Partito della Rifondazione Comunista              | Francesco Ferrara                 |                                                                                           |
| XI - Emilia-Romagna                     | Partito della Rifondazione Comunista              | Titti De Simone                   |                                                                                           |
| XI - Emilia-Romagna                     | Partito della Rifondazione Comunista              | Donatella Mungo                   | In sostituzione di Fausto Bertinotti che ha optato per altra circoscrizione               |
| XI - Emilia-Romagna                     | Lega Nord - Movimento per l'Autonomia             | Angelo Alessandri                 |                                                                                           |
| XI - Emilia-Romagna                     | Lega Nord - Movimento per l'Autonomia             | Gianluca Pini                     | In sostituzione di Umberto Bossi che ha optato per la carica di parlamentare europeo      |
| XI - Emilia-Romagna                     | Rosa nel Pugno                                    | Angelo Piazza                     | In sostituzione di Emma Bonino che ha optato per altra circoscrizione                     |
| XI - Emilia-Romagna                     | Partito dei Comunisti Italiani                    | Roberto Soffritti                 | In sostituzione di Oliviero Diliberto che ha optato per altra circoscrizione              |
| XI - Emilia-Romagna                     | Italia dei Valori                                 | Giuseppe Astore                   | In sostituzione di Antonio Di Pietro che ha optato per altra circoscrizione               |
| XI - Emilia-Romagna                     | Federazione dei Verdi                             | Paolo Cento                       | In sostituzione di Alfonso Pecoraro Scanio che ha optato per altra circoscrizione         |
| XII - Toscana                           | L'Ulivo                                           | Vannino Chiti                     |                                                                                           |
| XII - Toscana                           | L'Ulivo                                           | Giuliano Amato                    |                                                                                           |
| XII - Toscana                           | L'Ulivo                                           | Antonello Giacomelli              |                                                                                           |
| XII - Toscana                           | L'Ulivo                                           | Marco Filippeschi                 |                                                                                           |
| XII - Toscana                           | L'Ulivo                                           | Michele Ventura                   |                                                                                           |
| XII - Toscana                           | L'Ulivo                                           | Rosy Bindi                        |                                                                                           |
| XII - Toscana                           | L'Ulivo                                           | Valdo Spini                       |                                                                                           |
| XII - Toscana                           | L'Ulivo                                           | Franco Ceccuzzi                   |                                                                                           |
| XII - Toscana                           | L'Ulivo                                           | Raffaella Mariani                 |                                                                                           |
| XII - Toscana                           | L'Ulivo                                           | Ermete Realacci                   |                                                                                           |
| XII - Toscana                           | L'Ulivo                                           | Alberto Fluvi                     |                                                                                           |
| XII - Toscana                           | L'Ulivo                                           | Marisa Nicchi                     |                                                                                           |
| XII - Toscana                           | L'Ulivo                                           | Silvia Velo                       |                                                                                           |
| XII - Toscana                           | L'Ulivo                                           | Andrea Rigoni                     |                                                                                           |
| XII - Toscana                           | L'Ulivo                                           | Rolando Nannicini                 |                                                                                           |
| XII - Toscana                           | L'Ulivo                                           | Claudio Franci                    |                                                                                           |
| XII - Toscana                           | L'Ulivo                                           | Elena Emma Cordoni                |                                                                                           |
| XII - Toscana                           | L'Ulivo                                           | Andrea Lulli                      |                                                                                           |
| XII - Toscana                           | Forza Italia                                      | Paolo Bonaiuti                    |                                                                                           |
| XII - Toscana                           | Forza Italia                                      | Denis Verdini                     |                                                                                           |
| XII - Toscana                           | Forza Italia                                      | Roberto Tortoli                   |                                                                                           |
| XII - Toscana                           | Forza Italia                                      | Giovanni Dell'Elce                |                                                                                           |
| XII - Toscana                           | Forza Italia                                      | Luigi Fabbri                      | In sostituzione di Silvio Berlusconi che ha optato per altra circoscrizione               |
| XII - Toscana                           | Forza Italia                                      | Vincenzo Oliva                    | In sostituzione di Sandro Bondi che ha optato per altra circoscrizione                    |
| XII - Toscana                           | Alleanza Nazionale                                | Riccardo Migliori                 |                                                                                           |
| XII - Toscana                           | Alleanza Nazionale                                | Marco Martinelli                  |                                                                                           |
| XII - Toscana                           | Alleanza Nazionale                                | Flavia Perina                     |                                                                                           |
| XII - Toscana                           | Alleanza Nazionale                                | Roberto Ulivi                     | In sostituzione di Gianfranco Fini che ha optato per altra circoscrizione                 |
| XII - Toscana                           | Unione dei Democratici Cristiani e di Centro      | Francesco Bosi                    | In sostituzione di Pier Ferdinando Casini che ha optato per altra circoscrizione          |
| XII - Toscana                           | Unione dei Democratici Cristiani e di Centro      | Maurizio Ronconi                  | In sostituzione di Lorenzo Cesa che ha optato per altra circoscrizione                    |
| XII - Toscana                           | Partito della Rifondazione Comunista              | Franco Giordano                   |                                                                                           |
| XII - Toscana                           | Partito della Rifondazione Comunista              | Mercedes Frias                    |                                                                                           |
| XII - Toscana                           | Partito della Rifondazione Comunista              | Mario Ricci                       | In sostituzione di Fausto Bertinotti che ha optato per altra circoscrizione               |
| XII - Toscana                           | Rosa nel Pugno                                    | Lanfranco Turci                   | In sostituzione di Enrico Boselli che ha optato per altra circoscrizione                  |
| XII - Toscana                           | Partito dei Comunisti Italiani                    | Severino Galante                  | In sostituzione di Oliviero Diliberto che ha optato per altra circoscrizione              |
| XII - Toscana                           | Italia dei Valori                                 | Fabio Evangelisti                 | In sostituzione di Antonio Di Pietro che ha optato per altra circoscrizione               |
| XII - Toscana                           | Federazione dei Verdi                             | Tana De Zulueta                   | In sostituzione di Alfonso Pecoraro Scanio che ha optato per altra circoscrizione         |
| XII - Toscana                           | Democrazia Cristiana per le Autonomie - Nuovo PSI | Lucio Barani                      | In sostituzione di Gianni De Michelis che ha optato per la carica di parlamentare europeo |
| XIII - Umbria                           | L'Ulivo                                           | Marina Sereni                     |                                                                                           |
| XIII - Umbria                           | L'Ulivo                                           | Giampiero Bocci                   |                                                                                           |
| XIII - Umbria                           | L'Ulivo                                           | Leopoldo Di Girolamo              |                                                                                           |
| XIII - Umbria                           | L'Ulivo                                           | Alberto Stramaccioni              | In sostituzione di Romano Prodi che ha optato per altra circoscrizione                    |
| XIII - Umbria                           | Forza Italia                                      | Luciano Rossi                     | In sostituzione di Silvio Berlusconi che ha optato per altra circoscrizione               |
| XIII - Umbria                           | Alleanza Nazionale                                | Domenico Benedetti Valentini      | In sostituzione di Gianfranco Fini che ha optato per altra circoscrizione                 |
| XIII - Umbria                           | Unione dei Democratici Cristiani e di Centro      | Luisa Capitanio Santolini         | In sostituzione di Pier Ferdinando Casini che ha optato per altra circoscrizione          |
| XIII - Umbria                           | Partito della Rifondazione Comunista              | Alì Rashid                        | In sostituzione di Fausto Bertinotti che ha optato per altra circoscrizione               |
| XIII - Umbria                           | Popolari UDEUR                                    | Gino Capotosti                    |                                                                                           |
| XIV - Marche                            | L'Ulivo                                           | Massimo Vannucci                  |                                                                                           |
| XIV - Marche                            | L'Ulivo                                           | Maria Paola Merloni               |                                                                                           |
| XIV - Marche                            | L'Ulivo                                           | Fabrizio Morri                    |                                                                                           |
| XIV - Marche                            | L'Ulivo                                           | Oriano Giovanelli                 |                                                                                           |
| XIV - Marche                            | L'Ulivo                                           | Renzo Lusetti                     |                                                                                           |
| XIV - Marche                            | L'Ulivo                                           | Claudio Maderloni                 |                                                                                           |
| XIV - Marche                            | L'Ulivo                                           | Renato Galeazzi                   | In sostituzione di Romano Prodi che ha optato per altra circoscrizione                    |
| XIV - Marche                            | Forza Italia                                      | Giorgio La Malfa                  |                                                                                           |
| XIV - Marche                            | Forza Italia                                      | Remigio Ceroni                    |                                                                                           |
| XIV - Marche                            | Forza Italia                                      | Simone Baldelli                   | In sostituzione di Silvio Berlusconi che ha optato per altra circoscrizione               |
| XIV - Marche                            | Alleanza Nazionale                                | Carlo Ciccioli                    |                                                                                           |
| XIV - Marche                            | Alleanza Nazionale                                | Giulio Conti                      | In sostituzione di Gianfranco Fini che ha optato per altra circoscrizione                 |
| XIV - Marche                            | Unione dei Democratici Cristiani e di Centro      | Alessandro Forlani                | In sostituzione di Pier Ferdinando Casini che ha optato per altra circoscrizione          |
| XIV - Marche                            | Partito della Rifondazione Comunista              | Andrea Ricci                      | In sostituzione di Fausto Bertinotti che ha optato per altra circoscrizione               |
| XIV - Marche                            | Partito dei Comunisti Italiani                    | Rosalba Cesini                    | In sostituzione di Oliviero Diliberto che ha optato per altra circoscrizione              |
| XIV - Marche                            | Federazione dei Verdi                             | Marco Lion                        | In sostituzione di Alfonso Pecoraro Scanio che ha optato per altra circoscrizione         |
| XV - Lazio 1                            | L'Ulivo                                           | Francesco Rutelli                 |                                                                                           |
| XV - Lazio 1                            | L'Ulivo                                           | Giovanna Melandri                 |                                                                                           |
| XV - Lazio 1                            | L'Ulivo                                           | Giulio Santagata                  |                                                                                           |
| XV - Lazio 1                            | L'Ulivo                                           | Paolo Gentiloni                   |                                                                                           |
| XV - Lazio 1                            | L'Ulivo                                           | Michele Meta                      |                                                                                           |
| XV - Lazio 1                            | L'Ulivo                                           | Carlo Leoni                       |                                                                                           |
| XV - Lazio 1                            | L'Ulivo                                           | Roberto Giachetti                 |                                                                                           |
| XV - Lazio 1                            | L'Ulivo                                           | Antonio Rugghia                   |                                                                                           |
| XV - Lazio 1                            | L'Ulivo                                           | Olga D'Antona                     |                                                                                           |
| XV - Lazio 1                            | L'Ulivo                                           | Riccardo Milana                   |                                                                                           |
| XV - Lazio 1                            | L'Ulivo                                           | Paolo Gambescia                   |                                                                                           |
| XV - Lazio 1                            | L'Ulivo                                           | Walter Tocci                      |                                                                                           |
| XV - Lazio 1                            | L'Ulivo                                           | Enzo Carra                        |                                                                                           |
| XV - Lazio 1                            | L'Ulivo                                           | Lionello Cosentino                |                                                                                           |
| XV - Lazio 1                            | L'Ulivo                                           | Domenico Volpini                  |                                                                                           |
| XV - Lazio 1                            | Forza Italia                                      | Fabrizio Cicchitto                |                                                                                           |
| XV - Lazio 1                            | Forza Italia                                      | Mario Pescante                    |                                                                                           |
| XV - Lazio 1                            | Forza Italia                                      | Cesare Previti                    |                                                                                           |
| XV - Lazio 1                            | Forza Italia                                      | Giorgio Simeoni                   |                                                                                           |
| XV - Lazio 1                            | Forza Italia                                      | Mario Pepe                        |                                                                                           |
| XV - Lazio 1                            | Forza Italia                                      | Francesco Giro                    | In sostituzione di Silvio Berlusconi che ha optato per altra circoscrizione               |
| XV - Lazio 1                            | Forza Italia                                      | Fiorella Ceccacci Rubino          | In sostituzione di Antonio Martino che ha optato per altra circoscrizione                 |
| XV - Lazio 1                            | Alleanza Nazionale                                | Gianni Alemanno                   |                                                                                           |
| XV - Lazio 1                            | Alleanza Nazionale                                | Giulia Bongiorno                  |                                                                                           |
| XV - Lazio 1                            | Alleanza Nazionale                                | Antonio Mazzocchi                 |                                                                                           |
| XV - Lazio 1                            | Alleanza Nazionale                                | Giorgia Meloni                    | In sostituzione di Gianfranco Fini che ha optato per altra circoscrizione                 |
| XV - Lazio 1                            | Alleanza Nazionale                                | Silvano Moffa                     | In sostituzione di Maurizio Gasparri che ha optato per altra circoscrizione               |
| XV - Lazio 1                            | Alleanza Nazionale                                | Giuseppe Consolo                  | In sostituzione di Teodoro Buontempo che ha optato per altra circoscrizione               |
| XV - Lazio 1                            | Alleanza Nazionale                                | Francesco Proietti Cosimi         | In sostituzione di Donato Lamorte che ha optato per altra circoscrizione                  |
| XV - Lazio 1                            | Unione dei Democratici Cristiani e di Centro      | Luciano Ciocchetti                | In sostituzione di Pier Ferdinando Casini che ha optato per altra circoscrizione          |
| XV - Lazio 1                            | Unione dei Democratici Cristiani e di Centro      | Armando Dionisi                   | In sostituzione di Lorenzo Cesa che ha optato per altra circoscrizione                    |
| XV - Lazio 1                            | Partito della Rifondazione Comunista              | Vladimir Luxuria                  |                                                                                           |
| XV - Lazio 1                            | Partito della Rifondazione Comunista              | Salvatore Cannavò                 |                                                                                           |
| XV - Lazio 1                            | Partito della Rifondazione Comunista              | Maria Cristina Perugia            | In sostituzione di Fausto Bertinotti che ha optato per altra circoscrizione               |
| XV - Lazio 1                            | Partito della Rifondazione Comunista              | Massimiliano Smeriglio            | In sostituzione di Patrizia Sentinelli che ha optato per altra circoscrizione             |
| XV - Lazio 1                            | Rosa nel Pugno                                    | Rapisardo Antinucci               | In sostituzione di Emma Bonino che ha optato per altra circoscrizione                     |
| XV - Lazio 1                            | Partito dei Comunisti Italiani                    | Luigi Cancrini                    | In sostituzione di Oliviero Diliberto che ha optato per altra circoscrizione              |
| XV - Lazio 1                            | Italia dei Valori                                 | Federica Rossi Gasparrini         | In sostituzione di Antonio Di Pietro che ha optato per altra circoscrizione               |
| XV - Lazio 1                            | Federazione dei Verdi                             | Angelo Bonelli                    | In sostituzione di Alfonso Pecoraro Scanio che ha optato per altra circoscrizione         |
| XV - Lazio 1                            | Democrazia Cristiana per le Autonomie - Nuovo PSI | Massimo Nardi                     |                                                                                           |
| XVI - Lazio 2                           | L'Ulivo                                           | Fulvia Bandoli                    |                                                                                           |
| XVI - Lazio 2                           | L'Ulivo                                           | Giuseppe Fioroni                  |                                                                                           |
| XVI - Lazio 2                           | L'Ulivo                                           | Ugo Sposetti                      |                                                                                           |
| XVI - Lazio 2                           | L'Ulivo                                           | Sesa Amici                        | In sostituzione di Romano Prodi che ha optato per altra circoscrizione                    |
| XVI - Lazio 2                           | Forza Italia                                      | Rocco Crimi                       |                                                                                           |
| XVI - Lazio 2                           | Forza Italia                                      | Gianfranco Conte                  |                                                                                           |
| XVI - Lazio 2                           | Forza Italia                                      | Domenico Di Virgilio              |                                                                                           |
| XVI - Lazio 2                           | Forza Italia                                      | Antonello Iannarilli              | In sostituzione di Silvio Berlusconi che ha optato per altra circoscrizione               |
| XVI - Lazio 2                           | Alleanza Nazionale                                | Riccardo Pedrizzi                 |                                                                                           |
| XVI - Lazio 2                           | Alleanza Nazionale                                | Fabio Rampelli                    |                                                                                           |
| XVI - Lazio 2                           | Alleanza Nazionale                                | Guglielmo Rositani                | In sostituzione di Gianfranco Fini che ha optato per altra circoscrizione                 |
| XVI - Lazio 2                           | Unione dei Democratici Cristiani e di Centro      | Anna Teresa Formisano             | In sostituzione di Pier Ferdinando Casini che ha optato per altra circoscrizione          |
| XVI - Lazio 2                           | Partito della Rifondazione Comunista              | Elettra Deiana                    | In sostituzione di Fausto Bertinotti che ha optato per altra circoscrizione               |
| XVI - Lazio 2                           | Rosa nel Pugno                                    | Gian Franco Schietroma            | In sostituzione di Emma Bonino che ha optato per altra circoscrizione                     |
| XVI - Lazio 2                           | Popolari UDEUR                                    | Angelo Picano                     |                                                                                           |
| XVII - Abruzzo                          | L'Ulivo                                           | Lanfranco Tenaglia                |                                                                                           |
| XVII - Abruzzo                          | L'Ulivo                                           | Giuseppina Fasciani               |                                                                                           |
| XVII - Abruzzo                          | L'Ulivo                                           | Nicola Crisci                     |                                                                                           |
| XVII - Abruzzo                          | L'Ulivo                                           | Massimo Cialente                  | In sostituzione di Romano Prodi che ha optato per altra circoscrizione                    |
| XVII - Abruzzo                          | L'Ulivo                                           | Giorgio D'Ambrosio                | In sostituzione di Antonio Verini dimessosi il 19 settembre 2006                          |
| XVII - Abruzzo                          | Forza Italia                                      | Sabatino Aracu                    |                                                                                           |
| XVII - Abruzzo                          | Forza Italia                                      | Giovanni Ricevuto                 | In sostituzione di Silvio Berlusconi che ha optato per altra circoscrizione               |
| XVII - Abruzzo                          | Forza Italia                                      | Paola Pelino                      | In sostituzione di Elio Vito che ha optato per altra circoscrizione                       |
| XVII - Abruzzo                          | Alleanza Nazionale                                | Teodoro Buontempo                 |                                                                                           |
| XVII - Abruzzo                          | Alleanza Nazionale                                | Carla Castellani                  | In sostituzione di Gianfranco Fini che ha optato per altra circoscrizione                 |
| XVII - Abruzzo                          | Unione dei Democratici Cristiani e di Centro      | Rodolfo De Laurentiis             | In sostituzione di Pier Ferdinando Casini che ha optato per altra circoscrizione          |
| XVII - Abruzzo                          | Partito della Rifondazione Comunista              | Maurizio Acerbo                   | In sostituzione di Fausto Bertinotti che ha optato per altra circoscrizione               |
| XVII - Abruzzo                          | Italia dei Valori                                 | Carlo Costantini                  | In sostituzione di Antonio Di Pietro che ha optato per altra circoscrizione               |
| XVII - Abruzzo                          | Popolari UDEUR                                    | Dante D'Elpidio                   |                                                                                           |
| XVIII - Molise                          | L'Ulivo                                           | Roberto Ruta                      | In sostituzione di Romano Prodi che ha optato per altra circoscrizione                    |
| XVIII - Molise                          | Forza Italia                                      | Enrico La Loggia                  | In sostituzione di Silvio Berlusconi che ha optato per altra circoscrizione               |
| XIX - Campania 1                        | L'Ulivo                                           | Riccardo Villari                  |                                                                                           |
| XIX - Campania 1                        | L'Ulivo                                           | Maria Fortuna Incostante          |                                                                                           |
| XIX - Campania 1                        | L'Ulivo                                           | Gerardo Bianco                    |                                                                                           |
| XIX - Campania 1                        | L'Ulivo                                           | Umberto Ranieri                   |                                                                                           |
| XIX - Campania 1                        | L'Ulivo                                           | Donato Renato Mosella             |                                                                                           |
| XIX - Campania 1                        | L'Ulivo                                           | Riccardo Marone                   |                                                                                           |
| XIX - Campania 1                        | L'Ulivo                                           | Domenico Tuccillo                 |                                                                                           |
| XIX - Campania 1                        | L'Ulivo                                           | Fulvio Tessitore                  |                                                                                           |
| XIX - Campania 1                        | L'Ulivo                                           | Paolo Affronti                    |                                                                                           |
| XIX - Campania 1                        | L'Ulivo                                           | Arturo Scotto                     | In sostituzione di Romano Prodi che ha optato per altra circoscrizione                    |
| XIX - Campania 1                        | L'Ulivo                                           | Bruno Cesario                     | In sostituzione di Massimo D'Alema che ha optato per altra circoscrizione                 |
| XIX - Campania 1                        | Forza Italia                                      | Silvio Berlusconi                 |                                                                                           |
| XIX - Campania 1                        | Forza Italia                                      | Elio Vito                         |                                                                                           |
| XIX - Campania 1                        | Forza Italia                                      | Antonio Martusciello              |                                                                                           |
| XIX - Campania 1                        | Forza Italia                                      | Luigi Cesaro                      |                                                                                           |
| XIX - Campania 1                        | Forza Italia                                      | Paolo Russo                       |                                                                                           |
| XIX - Campania 1                        | Forza Italia                                      | Claudio Azzolini                  |                                                                                           |
| XIX - Campania 1                        | Forza Italia                                      | Gioacchino Alfano                 |                                                                                           |
| XIX - Campania 1                        | Forza Italia                                      | Giancarlo Laurini                 |                                                                                           |
| XIX - Campania 1                        | Alleanza Nazionale                                | Vincenzo Nespoli                  |                                                                                           |
| XIX - Campania 1                        | Alleanza Nazionale                                | Marcello Taglialatela             |                                                                                           |
| XIX - Campania 1                        | Alleanza Nazionale                                | Giuseppina Castiello              |                                                                                           |
| XIX - Campania 1                        | Alleanza Nazionale                                | Antonio Pezzella                  | In sostituzione di Gianfranco Fini che ha optato per altra circoscrizione                 |
| XIX - Campania 1                        | Unione dei Democratici Cristiani e di Centro      | Ciro Alfano                       | In sostituzione di Pier Ferdinando Casini che ha optato per altra circoscrizione          |
| XIX - Campania 1                        | Partito della Rifondazione Comunista              | Peppe De Cristofaro               |                                                                                           |
| XIX - Campania 1                        | Partito della Rifondazione Comunista              | Gianluigi Pegolo                  |                                                                                           |
| XIX - Campania 1                        | Partito della Rifondazione Comunista              | Salvatore Iacomino                | In sostituzione di Fausto Bertinotti che ha optato per altra circoscrizione               |
| XIX - Campania 1                        | Rosa nel Pugno                                    | Sergio D'Elia                     | In sostituzione di Emma Bonino che ha optato per altra circoscrizione                     |
| XIX - Campania 1                        | Partito dei Comunisti Italiani                    | Nicola Tranfaglia                 | In sostituzione di Oliviero Diliberto che ha optato per altra circoscrizione              |
| XIX - Campania 1                        | Italia dei Valori                                 | Giuseppe Ossorio                  | In sostituzione di Antonio Di Pietro che ha optato per altra circoscrizione               |
| XIX - Campania 1                        | Federazione dei Verdi                             | Tommaso Pellegrino                | In sostituzione di Alfonso Pecoraro Scanio che ha optato per altra circoscrizione         |
| XIX - Campania 1                        | Popolari UDEUR                                    | Michele Pisacane                  |                                                                                           |
| XIX - Campania 1                        | Democrazia Cristiana per le Autonomie - Nuovo PSI | Paolo Cirino Pomicino             |                                                                                           |
| XX - Campania 2                         | L'Ulivo                                           | Ciriaco De Mita                   |                                                                                           |
| XX - Campania 2                         | L'Ulivo                                           | Rosa Suppa                        |                                                                                           |
| XX - Campania 2                         | L'Ulivo                                           | Vincenzo De Luca                  |                                                                                           |
| XX - Campania 2                         | L'Ulivo                                           | Tino Iannuzzi                     |                                                                                           |
| XX - Campania 2                         | L'Ulivo                                           | Franca Chiaromonte                |                                                                                           |
| XX - Campania 2                         | L'Ulivo                                           | Adriano Musi                      |                                                                                           |
| XX - Campania 2                         | L'Ulivo                                           | Costantino Boffa                  |                                                                                           |
| XX - Campania 2                         | L'Ulivo                                           | Pietro Squeglia                   |                                                                                           |
| XX - Campania 2                         | L'Ulivo                                           | Raffaele Aurisicchio              | In sostituzione di Massimo D'Alema che ha optato per altra circoscrizione                 |
| XX - Campania 2                         | Forza Italia                                      | Sandro Bondi                      |                                                                                           |
| XX - Campania 2                         | Forza Italia                                      | Nicola Cosentino                  |                                                                                           |
| XX - Campania 2                         | Forza Italia                                      | Mara Carfagna                     |                                                                                           |
| XX - Campania 2                         | Forza Italia                                      | Alfredo Vito                      |                                                                                           |
| XX - Campania 2                         | Forza Italia                                      | Gaetano Fasolino                  |                                                                                           |
| XX - Campania 2                         | Forza Italia                                      | Sestino Giacomoni                 |                                                                                           |
| XX - Campania 2                         | Forza Italia                                      | Francesco Brusco                  | In sostituzione di Silvio Berlusconi che ha optato per altra circoscrizione               |
| XX - Campania 2                         | Alleanza Nazionale                                | Mario Landolfi                    |                                                                                           |
| XX - Campania 2                         | Alleanza Nazionale                                | Edmondo Cirielli                  |                                                                                           |
| XX - Campania 2                         | Alleanza Nazionale                                | Giulia Cosenza                    |                                                                                           |
| XX - Campania 2                         | Alleanza Nazionale                                | Italo Bocchino                    | In sostituzione di Gianfranco Fini che ha optato per altra circoscrizione                 |
| XX - Campania 2                         | Unione dei Democratici Cristiani e di Centro      | Domenico Zinzi                    | In sostituzione di Pier Ferdinando Casini che ha optato per altra circoscrizione          |
| XX - Campania 2                         | Unione dei Democratici Cristiani e di Centro      | Erminia Mazzoni                   | In sostituzione di Lorenzo Cesa che ha optato per altra circoscrizione                    |
| XX - Campania 2                         | Partito della Rifondazione Comunista              | Gennaro Migliore                  | In sostituzione di Fausto Bertinotti che ha optato per altra circoscrizione               |
| XX - Campania 2                         | Rosa nel Pugno                                    | Marco Beltrandi                   | In sostituzione di Emma Bonino che ha optato per altra circoscrizione                     |
| XX - Campania 2                         | Partito dei Comunisti Italiani                    | Giacomo De Angelis                | In sostituzione di Oliviero Diliberto che ha optato per altra circoscrizione              |
| XX - Campania 2                         | Italia dei Valori                                 | Americo Porfidia                  | In sostituzione di Antonio Di Pietro che ha optato per altra circoscrizione               |
| XX - Campania 2                         | Federazione dei Verdi                             | Alfonso Pecoraro Scanio           |                                                                                           |
| XX - Campania 2                         | Popolari UDEUR                                    | Paolo Del Mese                    |                                                                                           |
| XX - Campania 2                         | Popolari UDEUR                                    | Pasquale Giuditta                 |                                                                                           |
| XXI - Puglia                            | L'Ulivo                                           | Massimo D'Alema                   |                                                                                           |
| XXI - Puglia                            | L'Ulivo                                           | Paolo De Castro                   |                                                                                           |
| XXI - Puglia                            | L'Ulivo                                           | Michele Bordo                     |                                                                                           |
| XXI - Puglia                            | L'Ulivo                                           | Gero Grassi                       |                                                                                           |
| XXI - Puglia                            | L'Ulivo                                           | Alba Sasso                        |                                                                                           |
| XXI - Puglia                            | L'Ulivo                                           | Khaled Fouad Allam                |                                                                                           |
| XXI - Puglia                            | L'Ulivo                                           | Teresa Bellanova                  |                                                                                           |
| XXI - Puglia                            | L'Ulivo                                           | Ludovico Vico                     |                                                                                           |
| XXI - Puglia                            | L'Ulivo                                           | Giovanni Carbonella               |                                                                                           |
| XXI - Puglia                            | L'Ulivo                                           | Salvatore Tomaselli               |                                                                                           |
| XXI - Puglia                            | L'Ulivo                                           | Giuseppe Caldarola                |                                                                                           |
| XXI - Puglia                            | L'Ulivo                                           | Massimo Donadi                    |                                                                                           |
| XXI - Puglia                            | L'Ulivo                                           | Nicola Rossi                      |                                                                                           |
| XXI - Puglia                            | L'Ulivo                                           | Giuseppina Servodio               | In sostituzione di Giuseppe Fioroni che ha optato per altra circoscrizione                |
| XXI - Puglia                            | Forza Italia                                      | Raffaele Fitto                    |                                                                                           |
| XXI - Puglia                            | Forza Italia                                      | Donato Bruno                      |                                                                                           |
| XXI - Puglia                            | Forza Italia                                      | Antonio Leone                     |                                                                                           |
| XXI - Puglia                            | Forza Italia                                      | Luigi Vitali                      |                                                                                           |
| XXI - Puglia                            | Forza Italia                                      | Angelo Sanza                      |                                                                                           |
| XXI - Puglia                            | Forza Italia                                      | Simeone Di Cagno Abbrescia        |                                                                                           |
| XXI - Puglia                            | Forza Italia                                      | Giuseppe Reina                    |                                                                                           |
| XXI - Puglia                            | Forza Italia                                      | Pietro Franzoso                   |                                                                                           |
| XXI - Puglia                            | Forza Italia                                      | Simonetta Licastro Scardino       |                                                                                           |
| XXI - Puglia                            | Forza Italia                                      | Gabriella Carlucci                |                                                                                           |
| XXI - Puglia                            | Forza Italia                                      | Luigi Lazzari                     | In sostituzione di Silvio Berlusconi che ha optato per altra circoscrizione               |
| XXI - Puglia                            | Forza Italia                                      | Salvatore Mazzaracchio            | In sostituzione di Claudio Scajola che ha optato per altra circoscrizione                 |
| XXI - Puglia                            | Alleanza Nazionale                                | Francesco Amoruso                 |                                                                                           |
| XXI - Puglia                            | Alleanza Nazionale                                | Angela Filipponio Tatarella       |                                                                                           |
| XXI - Puglia                            | Alleanza Nazionale                                | Ugo Lisi                          |                                                                                           |
| XXI - Puglia                            | Alleanza Nazionale                                | Antonio Pepe                      |                                                                                           |
| XXI - Puglia                            | Alleanza Nazionale                                | Carmine Santo Patarino            |                                                                                           |
| XXI - Puglia                            | Alleanza Nazionale                                | Antonio Buonfiglio                | In sostituzione di Gianfranco Fini che ha optato per altra circoscrizione                 |
| XXI - Puglia                            | Unione dei Democratici Cristiani e di Centro      | Michele Tucci                     | In sostituzione di Pier Ferdinando Casini che ha optato per altra circoscrizione          |
| XXI - Puglia                            | Unione dei Democratici Cristiani e di Centro      | Salvatore Greco                   | In sostituzione di Lorenzo Cesa che ha optato per altra circoscrizione                    |
| XXI - Puglia                            | Unione dei Democratici Cristiani e di Centro      | Cosimo Mele                       | In sostituzione di Erminia Mazzoni che ha optato per altra circoscrizione                 |
| XXI - Puglia                            | Partito della Rifondazione Comunista              | Pietro Folena                     |                                                                                           |
| XXI - Puglia                            | Partito della Rifondazione Comunista              | Franco Russo                      |                                                                                           |
| XXI - Puglia                            | Partito della Rifondazione Comunista              | Donatella Duranti                 | In sostituzione di Fausto Bertinotti che ha optato per altra circoscrizione               |
| XXI - Puglia                            | Rosa nel Pugno                                    | Lello Di Gioia                    | In sostituzione di Emma Bonino che ha optato per altra circoscrizione                     |
| XXI - Puglia                            | Rosa nel Pugno                                    | Donatella Poretti                 | In sostituzione di Enrico Boselli che ha optato per altra circoscrizione                  |
| XXI - Puglia                            | Partito dei Comunisti Italiani                    | Francesco Napoletano              | In sostituzione di Oliviero Diliberto che ha optato per altra circoscrizione              |
| XXI - Puglia                            | Italia dei Valori                                 | Pino Pisicchio                    | In sostituzione di Antonio Di Pietro che ha optato per altra circoscrizione               |
| XXI - Puglia                            | Federazione dei Verdi                             | Paola Balducci                    | In sostituzione di Mimmo Lomelo dimessosi il 4 luglio 2006                                |
| XXI - Puglia                            | Popolari UDEUR                                    | Rocco Pignataro                   |                                                                                           |
| XXII - Basilicata                       | L'Ulivo                                           | Antonio Luongo                    |                                                                                           |
| XXII - Basilicata                       | L'Ulivo                                           | Salvatore Margiotta               |                                                                                           |
| XXII - Basilicata                       | L'Ulivo                                           | Giorgio Carta                     | In sostituzione di Romano Prodi che ha optato per altra circoscrizione                    |
| XXII - Basilicata                       | Forza Italia                                      | Egidio Ponzo                      | In sostituzione di Silvio Berlusconi che ha optato per altra circoscrizione               |
| XXII - Basilicata                       | Alleanza Nazionale                                | Donato Lamorte                    | In sostituzione di Gianfranco Fini che ha optato per altra circoscrizione                 |
| XXII - Basilicata                       | Partito della Rifondazione Comunista              | Angela Lombardi                   | In sostituzione di Fausto Bertinotti che ha optato per altra circoscrizione               |
| XXIII - Calabria                        | L'Ulivo                                           | Marco Minniti                     |                                                                                           |
| XXIII - Calabria                        | L'Ulivo                                           | Nicodemo Oliverio                 |                                                                                           |
| XXIII - Calabria                        | L'Ulivo                                           | Marilina Intrieri                 |                                                                                           |
| XXIII - Calabria                        | L'Ulivo                                           | Dorina Bianchi                    |                                                                                           |
| XXIII - Calabria                        | L'Ulivo                                           | Francesco Laratta                 | In sostituzione di Romano Prodi che ha optato per altra circoscrizione                    |
| XXIII - Calabria                        | L'Ulivo                                           | Maria Grazia Laganà               | In sostituzione di Leone Zappia deceduto il 21 aprile 2006                                |
| XXIII - Calabria                        | L'Ulivo                                           | Francesco Amendola                | In sostituzione di Nicola Adamo dimessosi il 28 giugno 2006                               |
| XXIII - Calabria                        | Forza Italia                                      | Giulio Tremonti                   |                                                                                           |
| XXIII - Calabria                        | Forza Italia                                      | Giovambattista Caligiuri          |                                                                                           |
| XXIII - Calabria                        | Forza Italia                                      | Luigi Fedele                      | In sostituzione di Silvio Berlusconi che ha optato per altra circoscrizione               |
| XXIII - Calabria                        | Forza Italia                                      | Ida D'Ippolito                    | In sostituzione di Gianfranco Micciché dimessosi il 27 settembre 2006                     |
| XXIII - Calabria                        | Alleanza Nazionale                                | Maurizio Gasparri                 |                                                                                           |
| XXIII - Calabria                        | Alleanza Nazionale                                | Angela Napoli                     | In sostituzione di Gianfranco Fini che ha optato per altra circoscrizione                 |
| XXIII - Calabria                        | Unione dei Democratici Cristiani e di Centro      | Mario Tassone                     |                                                                                           |
| XXIII - Calabria                        | Unione dei Democratici Cristiani e di Centro      | Giuseppe Galati                   | In sostituzione di Pier Ferdinando Casini che ha optato per altra circoscrizione          |
| XXIII - Calabria                        | Partito della Rifondazione Comunista              | Francesco Caruso                  |                                                                                           |
| XXIII - Calabria                        | Partito della Rifondazione Comunista              | Antonello Falomi                  | In sostituzione di Fausto Bertinotti che ha optato per altra circoscrizione               |
| XXIII - Calabria                        | Rosa nel Pugno                                    | Giacomo Mancini                   | In sostituzione di Enrico Boselli che ha optato per altra circoscrizione                  |
| XXIII - Calabria                        | Partito dei Comunisti Italiani                    | Ferdinando Pignataro              | In sostituzione di Oliviero Diliberto che ha optato per altra circoscrizione              |
| XXIII - Calabria                        | Italia dei Valori                                 | Aurelio Misiti                    | In sostituzione di Antonio Di Pietro che ha optato per altra circoscrizione               |
| XXIII - Calabria                        | Federazione dei Verdi                             | Stefano Boco                      | In sostituzione di Alfonso Pecoraro Scanio che ha optato per altra circoscrizione         |
| XXIII - Calabria                        | Popolari UDEUR                                    | Giuseppe Morrone                  |                                                                                           |
| XXIV - Sicilia 1                        | L'Ulivo                                           | Salvatore Cardinale               |                                                                                           |
| XXIV - Sicilia 1                        | L'Ulivo                                           | Angelo Capodicasa                 |                                                                                           |
| XXIV - Sicilia 1                        | L'Ulivo                                           | Sergio D'Antoni                   |                                                                                           |
| XXIV - Sicilia 1                        | L'Ulivo                                           | Giuseppe Lumia                    |                                                                                           |
| XXIV - Sicilia 1                        | L'Ulivo                                           | Sergio Mattarella                 |                                                                                           |
| XXIV - Sicilia 1                        | L'Ulivo                                           | Angelo Lomaglio                   |                                                                                           |
| XXIV - Sicilia 1                        | L'Ulivo                                           | Francesco Piro                    | In sostituzione di Romano Prodi che ha optato per altra circoscrizione                    |
| XXIV - Sicilia 1                        | Forza Italia                                      | Angelino Alfano                   |                                                                                           |
| XXIV - Sicilia 1                        | Forza Italia                                      | Giuseppe Fallica                  |                                                                                           |
| XXIV - Sicilia 1                        | Forza Italia                                      | Filippo Misuraca                  |                                                                                           |
| XXIV - Sicilia 1                        | Forza Italia                                      | Giuseppe Marinello                |                                                                                           |
| XXIV - Sicilia 1                        | Forza Italia                                      | Gaspare Giudice                   |                                                                                           |
| XXIV - Sicilia 1                        | Forza Italia                                      | Antonino Mormino                  | In sostituzione di Silvio Berlusconi che ha optato per altra circoscrizione               |
| XXIV - Sicilia 1                        | Forza Italia                                      | Giacomo Baiamonte                 | In sostituzione di Gianfranco Micciché che ha optato per altra circoscrizione             |
| XXIV - Sicilia 1                        | Alleanza Nazionale                                | Antonino Lo Presti                |                                                                                           |
| XXIV - Sicilia 1                        | Alleanza Nazionale                                | Giuseppe Scalia                   | In sostituzione di Gianfranco Fini che ha optato per altra circoscrizione                 |
| XXIV - Sicilia 1                        | Unione dei Democratici Cristiani e di Centro      | Francesco Saverio Romano          |                                                                                           |
| XXIV - Sicilia 1                        | Unione dei Democratici Cristiani e di Centro      | Francesco Paolo Lucchese          | In sostituzione di Pier Ferdinando Casini che ha optato per altra circoscrizione          |
| XXIV - Sicilia 1                        | Unione dei Democratici Cristiani e di Centro      | Giuseppe Ruvolo                   | In sostituzione di Lorenzo Cesa che ha optato per altra circoscrizione                    |
| XXIV - Sicilia 1                        | Partito della Rifondazione Comunista              | Daniela Dioguardi                 | In sostituzione di Fausto Bertinotti che ha optato per altra circoscrizione               |
| XXIV - Sicilia 1                        | Lega Nord - Movimento per l'Autonomia             | Pietro Rao                        | In sostituzione di Giovanni Di Mauro dimessosi il 17 luglio 2006                          |
| XXIV - Sicilia 1                        | Rosa nel Pugno                                    | Daniele Capezzone                 | In sostituzione di Emma Bonino che ha optato per altra circoscrizione                     |
| XXIV - Sicilia 1                        | Partito dei Comunisti Italiani                    | Oliviero Diliberto                |                                                                                           |
| XXIV - Sicilia 1                        | Italia dei Valori                                 | Leoluca Orlando                   |                                                                                           |
| XXIV - Sicilia 1                        | Federazione dei Verdi                             | Massimo Fundarò                   | In sostituzione di Alfonso Pecoraro Scanio che ha optato per altra circoscrizione         |
| XXIV - Sicilia 1                        | Popolari UDEUR                                    | Vito Li Causi                     |                                                                                           |
| XXIV - Sicilia 2                        | L'Ulivo                                           | Luciano Violante                  |                                                                                           |
| XXIV - Sicilia 2                        | L'Ulivo                                           | Rino Piscitello                   |                                                                                           |
| XXIV - Sicilia 2                        | L'Ulivo                                           | Vladimiro Crisafulli              |                                                                                           |
| XXIV - Sicilia 2                        | L'Ulivo                                           | Ferdinando Latteri                |                                                                                           |
| XXIV - Sicilia 2                        | L'Ulivo                                           | Antonio Rotondo                   |                                                                                           |
| XXIV - Sicilia 2                        | L'Ulivo                                           | Giovanni Burtone                  |                                                                                           |
| XXIV - Sicilia 2                        | L'Ulivo                                           | Felice Belisario                  |                                                                                           |
| XXIV - Sicilia 2                        | L'Ulivo                                           | Cinzia Dato                       | In sostituzione di Romano Prodi che ha optato per altra circoscrizione                    |
| XXIV - Sicilia 2                        | L'Ulivo                                           | Marilena Samperi                  | In sostituzione di Francesco Rutelli che ha optato per altra circoscrizione               |
| XXIV - Sicilia 2                        | Forza Italia                                      | Antonio Martino                   |                                                                                           |
| XXIV - Sicilia 2                        | Forza Italia                                      | Stefania Prestigiacomo            |                                                                                           |
| XXIV - Sicilia 2                        | Forza Italia                                      | Francesco Stagno d'Alcontres      |                                                                                           |
| XXIV - Sicilia 2                        | Forza Italia                                      | Ilario Floresta                   |                                                                                           |
| XXIV - Sicilia 2                        | Forza Italia                                      | Giuseppe Palumbo                  |                                                                                           |
| XXIV - Sicilia 2                        | Forza Italia                                      | Basilio Germanà                   |                                                                                           |
| XXIV - Sicilia 2                        | Forza Italia                                      | Riccardo Minardo                  | In sostituzione di Silvio Berlusconi che ha optato per altra circoscrizione               |
| XXIV - Sicilia 2                        | Forza Italia                                      | Ugo Grimaldi                      | In sostituzione di Rocco Crimi che ha optato per altra circoscrizione                     |
| XXIV - Sicilia 2                        | Alleanza Nazionale                                | Basilio Catanoso                  |                                                                                           |
| XXIV - Sicilia 2                        | Alleanza Nazionale                                | Carmelo Briguglio                 |                                                                                           |
| XXIV - Sicilia 2                        | Alleanza Nazionale                                | Nicola Bono                       | In sostituzione di Gianfranco Fini che ha optato per altra circoscrizione                 |
| XXIV - Sicilia 2                        | Unione dei Democratici Cristiani e di Centro      | Giuseppe Drago                    | In sostituzione di Pier Ferdinando Casini che ha optato per altra circoscrizione          |
| XXIV - Sicilia 2                        | Unione dei Democratici Cristiani e di Centro      | Giampiero D'Alia                  | In sostituzione di Lorenzo Cesa che ha optato per altra circoscrizione                    |
| XXIV - Sicilia 2                        | Partito della Rifondazione Comunista              | Francesco Forgione                | In sostituzione di Fausto Bertinotti che ha optato per altra circoscrizione               |
| XXIV - Sicilia 2                        | Lega Nord - Movimento per l'Autonomia             | Carmelo Lo Monte                  |                                                                                           |
| XXIV - Sicilia 2                        | Lega Nord - Movimento per l'Autonomia             | Sebastiano Neri                   | In sostituzione di Nicola Leanza che è diventato assessore regionale in Sicilia           |
| XXIV - Sicilia 2                        | Rosa nel Pugno                                    | Enrico Boselli                    | In sostituzione di Emma Bonino che ha optato per altra circoscrizione                     |
| XXIV - Sicilia 2                        | Partito dei Comunisti Italiani                    | Orazio Licandro                   | In sostituzione di Oliviero Diliberto che ha optato per altra circoscrizione              |
| XXIV - Sicilia 2                        | Italia dei Valori                                 | Salvatore Raiti                   | In sostituzione di Leoluca Orlando che ha optato per altra circoscrizione                 |
| XXVI - Sardegna                         | L'Ulivo                                           | Arturo Parisi                     |                                                                                           |
| XXVI - Sardegna                         | L'Ulivo                                           | Amalia Schirru                    |                                                                                           |
| XXVI - Sardegna                         | L'Ulivo                                           | Antonello Soro                    |                                                                                           |
| XXVI - Sardegna                         | L'Ulivo                                           | Antonio Attili                    |                                                                                           |
| XXVI - Sardegna                         | L'Ulivo                                           | Emanuele Sanna                    |                                                                                           |
| XXVI - Sardegna                         | L'Ulivo                                           | Paolo Fadda                       |                                                                                           |
| XXVI - Sardegna                         | Forza Italia                                      | Mauro Pili                        |                                                                                           |
| XXVI - Sardegna                         | Forza Italia                                      | Salvatore Cicu                    |                                                                                           |
| XXVI - Sardegna                         | Forza Italia                                      | Giuseppe Cossiga                  |                                                                                           |
| XXVI - Sardegna                         | Forza Italia                                      | Giovanni Marras                   | In sostituzione di Silvio Berlusconi che ha optato per altra circoscrizione               |
| XXVI - Sardegna                         | Alleanza Nazionale                                | Carmelo Porcu                     |                                                                                           |
| XXVI - Sardegna                         | Alleanza Nazionale                                | Bruno Murgia                      | In sostituzione di Gianfranco Fini che ha optato per altra circoscrizione                 |
| XXVI - Sardegna                         | Unione dei Democratici Cristiani e di Centro      | Giorgio Oppi                      | In sostituzione di Pier Ferdinando Casini che ha optato per altra circoscrizione          |
| XXVI - Sardegna                         | Unione dei Democratici Cristiani e di Centro      | Antonio Mereu                     | In sostituzione di Lorenzo Cesa che ha optato per altra circoscrizione                    |
| XXVI - Sardegna                         | Partito della Rifondazione Comunista              | Luigi Cogodi                      | In sostituzione di Fausto Bertinotti che ha optato per altra circoscrizione               |
| XXVI - Sardegna                         | Rosa nel Pugno                                    | Roberto Villetti                  | In sostituzione di Emma Bonino che ha optato per altra circoscrizione                     |
| XXVI - Sardegna                         | Partito dei Comunisti Italiani                    | Elias Vacca                       | In sostituzione di Oliviero Diliberto che ha optato per altra circoscrizione              |
| XXVI - Sardegna                         | Italia dei Valori                                 | Federico Palomba                  | In sostituzione di Antonio Di Pietro che ha optato per altra circoscrizione               |
| XXVII - Valle d'Aosta                   | Autonomie Liberté Démocratie                      | Roberto Nicco                     |                                                                                           |
| A - Europa                              | L'Unione                                          | Franco Narducci                   |                                                                                           |
| A - Europa                              | L'Unione                                          | Arnold Cassola                    |                                                                                           |
| A - Europa                              | L'Unione                                          | Gianni Farina                     |                                                                                           |
| A - Europa                              | Forza Italia                                      | Massimo Romagnoli                 |                                                                                           |
| A - Europa                              | Forza Italia                                      | Guglielmo Picchi                  |                                                                                           |
| A - Europa                              | Italia dei Valori                                 | Antonio Razzi                     |                                                                                           |
| B - Nord - Centro America               | L'Unione                                          | Gino Bucchino                     |                                                                                           |
| B - Nord - Centro America               | Forza Italia                                      | Salvatore Ferrigno                |                                                                                           |
| C - Sud America                         | L'Unione                                          | Mariza Bafile                     |                                                                                           |
| C - Sud America                         | Per l'Italia nel Mondo                            | Giuseppe Angeli                   |                                                                                           |
| C - Sud America                         | Associazioni Italiane in Sud America              | Ricardo Antonio Merlo             |                                                                                           |
| D - Africa - Asia - Oceania - Antartide | L'Unione                                          | Marco Fedi                        |                                                                                           |